# Station Dülken
Station Dülken (Duits: Bahnhof Dülken) is een station in Dülken, een plaats in de gemeente Viersen in de Duitse deelstaat Noordrijn-Westfalen. Het station ligt aan de lijn Viersen - Venlo. Voorheen lag het ook aan de lijn Dülken - Brüggen.

## Treindienst
| Treintype | Verbinding                                                                           | Dienstregeling |
| --------- | ------------------------------------------------------------------------------------ | -------------- |
| RE 13     | Venlo - Mönchengladbach Hbf - Neuss Hbf - Düsseldorf Hbf - Wuppertal Hbf - Hagen Hbf | 1x/u           |

0: Viersen ·
5: Dülken ·
10: Boisheim ·
13: Breyell ·
18: Kaldenkirchen ·
21: Venlo